# Nour El-Refai
Nour El-Refai (født 14. november 1987) er en libanesisk-svensk skuespillerinde og komiker. Hun blev født i Tripoli, men hendes familie flyttede til Sverige for at bo i Eslöv, Skåne.
El Refai fik sit gennembrud i 2007, da hun havde en rolle i krimiserien Beck. I 2014 var hun medvært på Melodifestivalen sammen med Anders Jansson.

## Privatliv
Nour El-Refai er i et forhold med komikeren Henrik Schyffert. Parret har en søn der er født i 2019.

## Udvalgt filmografi
- Beck (tv-serie, 2007)
- Cirkus Möller (tv-serie, 2009-2010)
- Wallander (tv-serie, 2010)
- Stockholm-Båstad (tv-serie, 2011)
- Molanders (tv-serie, 2013)
- Something Must Break (2014)
- Jordskott (tv-serie, 2015)
- Liv sover vild (2016)
- Grotesco (tv-serie, 2017)
- Bonusfamilien (tv-serie, 2018-2021)
- Min far Marianne (2020)
- Året jeg begyndte at onanere og stoppede med at præstere (2022)